# Minuartia villarsii
Minuartia villarsii är en nejlikväxtart som först beskrevs av Giovanni Battista Balbis, och fick sitt nu gällande namn av Ernst Wilczek och Chenevard. Minuartia villarsii ingår i släktet nörlar, och familjen nejlikväxter. Inga underarter finns listade i Catalogue of Life.